# Norna-Gests þáttr

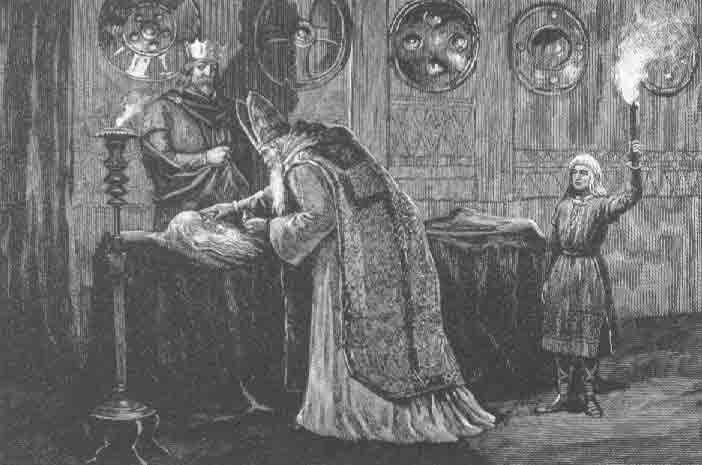
La muerte de Nornagest, por Gunnar Vidar Forssell.

Norna-Gests þáttr o la Historia de Norna-Gest es una historia corta islandesa (þáttr) sobre el héroe nórdico Norna-Gest. La historia está insertada en Óláfs saga Tryggvasonar libro de Flateyjarbók y contiene muchos poemas de la Edda poética. Posee ciertas similitudes con el mito griego de Meleagro. Joseph Harris la encuadra dentro de los relatos de «contacto pagano», escritas en el periodo de la conversión hacia la cristianización de Islandia. Pertenece al grupo de las sagas legendarias.

## Desarrollo
Cuando Norna-Gests nació, tres Nornas llegaron y dos de ellas, Urð y Verðandi le dieron dos buenos regalos, mientras que la tercera se enfadó y le maldijo de forma que no sobreviviría más que el tiempo que durase la vela que iluminaba su cuna. La norna mayor al instante apagó la llama y pidió a su madre que la escondiera bien.
Cuando Norna-Gest creció se convirtió en guardián de la vela y se dice que vivió 300 años. Tomó parte en las batallas de Sigurd el volsungo, compartió tiempo con Björn Ragnarsson y sus hermanos, hijos de Ragnar Lodbrok, Starkad, el rey sueco Sigurd Ring, el rey Erik de Upsala, el rey Harald I de Noruega y el rey Hlodver en Alemania. Finalmente, conoció a Olaf Tryggvason y fue bautizado.
Según la layenda, cuando el rey Olaf intentó convertir a los nórdicos al Cristianismo, trajo a Norna-Gest a su corte, encendió la vela sobre la cual la tercera norna, Skuld, profetizó. De acuerdo a la profecía, cuando se extinguió la llama del cirio, Norna-gest murió.